# Dagashi kashi
Dagashi kashi (jap. だがしかし) – manga autorstwa Kotoyamy, publikowana na łamach magazynu „Shūkan Shōnen Sunday” wydawnictwa Shōgakukan od czerwca 2014 do kwietnia 2018. Light novel autorstwa Manty Aisory, zatytułowana Dagashi kashi: Mō hitotsu no natsuyasumi, ukazała się w grudniu 2015.
Na podstawie mangi studio Feel wyprodukowało serial anime, który emitowano od stycznia do marca 2016. Za produkcję drugiego sezonu odpowiadało studio Tezuka Productions, natomiast jego emisja trwała od stycznia do marca 2018.

## Fabuła
Shikada Dagashi, wiejski sklep sprzedający tanie słodycze i przekąski jest prowadzony przez rodzinę Shikada od dziewięciu pokoleń, ale Kokonotsu nie chce przejąć sklepu od swojego ojca, Yō, pragnąc zamiast tego zostać mangaką. Pewnego dnia sklep odwiedza Hotaru Shidare z nadzieją, że zwerbuje Yō do swojej rodzinnej firmy, producenta słodyczy Shidare Corporation, ale Yō odmawia, chyba że Hotaru najpierw przekona jego syna do przejęcia Shikada Dagashi.

## Bohaterowie
- Hotaru Shidare (jap. 枝垂 ほたる Shidare Hotaru)

Seiyū: Ayana Taketatsu 
- Kokonotsu Shikada (jap. 鹿田 ココノツ Shikada Kokonotsu)

Seiyū: Atsushi Abe 
- Saya Endō (jap. 遠藤 サヤ Endō Saya)

Seiyū: Manami Numakura 
- Tō Endō (jap. 遠藤 豆 Endō Tō)

Seiyū: Tatsuhisa Suzuki 
- Yō Shikada (jap. 鹿田 ヨウ Shikada Yō)

Seiyū: Keiji Fujiwara 
- Hajime Owari (jap. 尾張 ハジメ Owari Hajime)

Seiyū: Chinatsu Akasaki 
- Beniyutaka Shidare (jap. 枝垂 紅豊 Shidare Beniyutaka)

Seiyū: Tomokazu Sugita 
- Tamako Tamai (jap. 玉井 たまこ Tamai Tamako)

Seiyū: Asami Hara 

## Manga
Seria ukazywała się w magazynie „Shūkan Shōnen Sunday” od 25 czerwca 2014 do 11 kwietnia 2018. Wydawnictwo Shōgakukan zebrało jej rozdziały w 11 tankōbonach, wydawanych od 18 września 2014 do 18 maja 2018.
| Nr | Data wydania (język japoński) | ISBN (język japoński)  |
| -- | ----------------------------- | ---------------------- |
| 1  | 18 września 2014              | ISBN 978-4-09-125125-1 |
| 2  | 18 marca 2015                 | ISBN 978-4-09-125399-6 |
| 3  | 16 października 2015          | ISBN 978-4-09-126210-3 |
| 4  | 18 marca 2015                 | ISBN 978-4-09-126570-8 |
| 5  | 18 maja 2016                  | ISBN 978-4-09-127160-0 |
| 6  | 18 października 2016          | ISBN 978-4-09-127408-3 |
| 7  | 17 marca 2017                 | ISBN 978-4-09-127513-4 |
| 8  | 10 sierpnia 2017              | ISBN 978-4-09-127681-0 |
| 9  | 18 grudnia 2017               | ISBN 978-4-09-127882-1 |
| 10 | 16 lutego 2018                | ISBN 978-4-09-128083-1 |
| 11 | 18 maja 2018                  | ISBN 978-4-09-128247-7 |

## Light novel
Adaptacja w formie light novel, zatytułowana Dagashi kashi: Mō hitotsu no natsuyasumi, została napisana i zilustrowana przez Mantę Aisorę. Wydawnictwo Shōgakukan opublikowało ją w jednym tomie, wydanym 18 grudnia 2015 pod imprintem Gagaga Bunko.

## Anime
12-odcinkowa adaptacja anime była emitowana od 7 stycznia do 31 marca 2016. Została wyprodukowana przez studio Feel i wyreżyserowana przez Shigehito Takayanagi, który wraz z Yasuko Kamo napisał również scenariusz. Za projekty postaci odpowiadał Kanetoshi Kamimoto, a za reżyserię dźwięku Satoshi Motoyama.
Drugi sezon był emitowany od 12 stycznia do 30 marca 2018 roku na antenie TBS, a także w Sun TV i BS-TBS. Za produkcję odpowiadało studio Tezuka Productions, reżyserią zajął się Satoshi Kuwabara, scenariusz napisała Mayumi Morita, a postacie zaprojektowała Nana Miura. Satoshi Motoyama powrócił jako reżyser dźwięku. Podobnie jak pierwsza seria, sezon ten liczy 12 odcinków.

### Ścieżka dźwiękowa
| Nr             | Tytuł                                     | Wykonawcy         | Źródło   |
| Czołówka       | Czołówka                                  | Czołówka          | Czołówka |
| -------------- | ----------------------------------------- | ----------------- | -------- |
| 1              | „Checkmate!?”                             | Michi             | [ 3 ]    |
| 2              | „Oh My Sugar Feeling!!”                   | Ayana Taketatsu   | [ 4 ]    |
| Napisy końcowe |                                           |                   |          |
| 1              | „Hey Caloric Queen”                       | Ayana Taketatsu   | [ 3 ]    |
| 2              | „Okashi na watashi to hachimitsu no kimi” | Hachimitsu Rocket | [ 26 ]   |

## Odbiór
W 2017 roku seria była nominowana do 41. nagrody Kōdansha Manga w kategorii najlepsza shōnen-manga.